# Iszapfutóformák
Az iszapfutóformák (Elaphrinae) a ragadozó bogarak (Adephaga) alrendjébe sorolt futóbogárfélék (Carabidae) családjának egyik alcsaládja egy nemzetség három nemével.

## Származásuk, elterjedésük
Az alcsaládból, illetve nemzetségből Magyarországon 2 nem 6 faja, illetve alfaja honos.
- Pocsolyafutó (Blethisa) nem:
  - gödrös pocsolyafutó (Blethisa multipunctata multipunctata) L., 1758

- Iszapfutó (Elaphrus) nem:

- - aranyos iszapfutó (Elaphrus aureus aureus) P. W. J. Müller, 1821
  - smaragdzöld iszapfutó (Elaphrus ullrichii) W.Redtenbacher, 1842
  - közönséges iszapfutó (Elaphrus riparius) L., 1758
  - rezes iszapfutó (Elaphrus cupreus) Duftschmid, 1812
  - mocsári iszapfutó (Elaphrus uliginosus) Fabricius, 1792

## Rendszertani felosztásuk
1. Pocsolyafutó (Blethisa) nem
- - Blethisa catenaria
  - Blethisa eschscholtzii
  - Blethisa hudsonica
  - Blethisa inexpectata
  - Blethisa julii
- gödrös pocsolyafutó (Blethisa multipunctata) L., 1758
  - Blethisa multipunctata
  - Blethisa oregonensis
  - Blethisa quadricollis
  - Blethisa tuberculata

2. Az iszapfutó (Elaphrus) nemet öt alnemre bontják:
- E. (Arctelaphrus)
- E. (Elaphroterus)
- E. (Elaphrus)
- E. (Neoelaphrus)
- E. (Sinoelaphrus)

3. Diacheila nem
- - Diacheila arctica
  - Diacheila fausti
  - Diacheila matthewsi
  - Diacheila polita